# Bob Halstead
Bob Halstead (* 24. Oktober 1944; † 18. Dezember 2018) war ein Sporttaucher, Unterwasserfotograf, Sachbuchautor, Innovator in der Entwicklung des Tauchtourismus, Pionier der Tauchbranche, Tauchlehrer und -ausbilder, Meeresforscher und Kommentator der Tauchbranche. Halstead hatte seit 1968 über 10.000 Tauchgänge verzeichnet.

## Leben
Als Teenager in England war Bob Halstead fasziniert von den Unterwasserabenteuern von Hans und Lotte Hass. 1968 verließ Halstead England mit einem Honours Degree der King’s-College-London-Universität in Physik/Mathematik und einem Abschluss in Pädagogik, um eine Dozentenstelle als Leiter der Physikabteilung am Queen’s College Nassau auf den Bahamas anzunehmen, wo er das Tauchen lernte und eine Unterwasserkamera kaufte.
1970 wurde er NAUI-Ausbilder (Nr. 2000) in Freeport, Grand Bahama. 1973 zog er nach Papua-Neuguinea und begann dort mit der systematischen Erforschung der Riffe und Wracks. 1977 gründete er zusammen mit seiner Ex-Frau Dinah, ebenfalls Taucherin, Papua-Neuguineas erstes Vollzeit-Sporttauchunternehmen mit einem Tauchshop und einer Tauchschule in Port Moresby und veranstaltete ante litteram Tauchsafaris in der Provinz Milne Bay.
Als Unterwasserfotograf hat Halstead zahlreiche Preise gewonnen, darunter 1983 den Preis Australasian Underwater Photographer of the Year. 1986 startete er den ersten Tauchbootbetrieb in Papua-Neuguinea, Telita Cruises, mit dem 20 m langen Tauchcharterschiff Telita, einem Boot, das in Papua-Neuguinea nach seinen Vorgaben gebaut wurde. Dieses Pionierschiff mit ihm als Kapitän war das erste, das viele der Tauchplätze erkundete und bekannt machte.
Bob Halstead hat Sporttauchgänge, Filmaufnahmen und wissenschaftliche Expeditionen geleitet, bei denen er die gesamte Küstenregion von Papua-Neuguinea unter Wasser erkundet hat, und dabei gemeinsam mit seiner Partnerin über 15.000 Tauchgänge durchgeführt, unter anderem als Berater für die Cousteau Society, die BBC, National Geographic und den verstorbenen Eugenie Clark von der Maryland Foundation und dem Mote Marine Laboratory in Florida, USA.
Muck Diving, heute eine Tauchgattung, ist ein Begriff, den Halstead geprägt hat, um Tauchgänge zu beschreiben, die er in vermeintlich weniger attraktive Umgebungen auf der Suche nach exotischen Lebewesen leitete. Er führte auch Touristen in das Tauchen mit lebenden Perlbooten (Nautilidae) ein, was zuvor ausschließlich Wissenschaftlern vorbehalten war. Im Jahr 2004 absolvierte er einen PADI-Ausbilderkurs ab, obwohl er bereits seit über 30 Jahren NAUI-Ausbilder war und mehr als doppelt so alt wie der nächstjüngere Kandidat.

## Karriere

### Lehrer und Dozent
Halsteads Karriere wandelte sich stetig vom Vollzeitlehrer für Naturwissenschaften und Teilzeit-Tauchlehrer zum engagierten Tauchjournalisten, Autor und Unterwasserfotografen, nachdem ihn seine ursprüngliche Karriere als Naturpädagoge Anfang der 1970er Jahre nach Papua-Neuguinea geführt hatte. 

### Pionier in der Tauchreisenbranche
Bob Halstead spielte eine entscheidende Rolle in der Entwicklung des Tauch-Tourismus in Papua-Neuguinea. Nachdem die ersten Tauchsafaris in den frühen 1980er Jahren begannen (Aggressor Fleet 1984, Mike Ball Expeditions 1981), ließ Halstead das erste Live-aboard-Tauchschiff für Papua-Neuguinea, die Telita, bauen. Er trug maßgeblich dazu bei, Papua-Neuguinea in den folgenden zehn Jahren zu einem Tauchziel zu machen. Zusammen mit seiner ersten Frau erkundete und dokumentierte er zahlreiche Tauchplätze in der Region und fotografierte dabei die Unterwasserlandschaften. Bereits 1977 hatte Halstead das erste Tauch- und Trainingszentrum in Port Moresby gegründet und das erste Tauchboot der Region, die Solatai, ausgestattet. Die Halsteads waren Pioniere in der Organisation des Tauch-Tourismus.
Bob Halstead hat für seine Fotografien über und unter der Meeresoberfläche mehrere Auszeichnungen gewonnen. Er definierte die Praxis des Schlammtauchens, das er selbst „Muck Diving“ nannte und das zu einer bedeutenden Unterpraxis im Bereich der Unterwasserfotografie geworden ist.
Halstead war an einer Reihe wissenschaftlicher Expeditionen in Papua-Neuguinea beteiligt, darunter auch solche, die er für die Cousteau Society und National Geographic durchführte. Bei seinen Erkundungen im Bereich der Meeresbiologie entdeckte er mehrere Meereslebewesen, die später nach ihm benannt wurden: Trichonotus halstead und Xyrichtys halsteadi. Im Jahr 1996 verkaufte Halstead seine Geschäftsanteile in Papua-Neuguinea und konzentrierte sich auf seine Meeresforschung und Fotografie und ließ sich in Cairns, Australien, nieder.
Halstead ist Autor von 8 Büchern über Tauchen und Meeresleben sowie Beiträgen in mehreren anderen Büchern und Zeitschriftenartikeln über Tauchsicherheit, Meeresleben und Tauchplätze in Papua-Neuguinea. Seine bekanntesten Artikel heben den Unterschied zwischen „Risiko“ und „Gefahr“ hervor und betonen die Bedeutung der Selbstständigkeit in Bezug auf Tauchfertigkeiten, Wissen und Ausrüstung. Bobs Coral Sea Reef Guide bietet Tauchern ein illustriertes Nachschlagewerk zu den meisten Fischen und Wirbellosen, denen Taucher in der Korallenmeerregion, zu der das Great Barrier Reef, Papua-Neuguinea, die Salomonen, Vanuatu und Neukaledonien gehören, dort begegnen werden.
Er war regelmäßiger Mitarbeiter von Undercurrent und schrieb insbesondere über Tauchrisiken und Tauchersicherheit. und seiner Kritik an einigen Praktiken des Buddy-Tauchens, und bei der Entstigmatisierung des Solotauchens. Er war ein früher Befürworter der Selbstversorgung von Tauchern.
2014 veröffentlichte er eine App für iPhone, iPad und Android – Bob Halsteads Coral Sea Fish Guide App. Der Einfachheit halber enthält der Leitfaden auch einige gängige Reptilien, Säugetiere und mysteriöse Wirbellose. 

## Auszeichnungen
- Australasian Underwater Photographer of the year award, 1983
- "Telita" voted "Best Live-aboard Dive Boat in the World" 1992, In Depth Magazine
- Inducted into the International Scuba Diving Hall of Fame, 2008

## Veröffentlichungen (Auswahl)
- Coral Sea Reef Guide Hardcover. Sea Challengers Natural History, 2000, ISBN 0-9700574-0-7 (englisch).
- Diving & Snorkeling Papua New Guinea. Lonely Planet Publications, 1999, ISBN 0-86442-776-X (englisch).
- Diving Papua New Guinea Hardcover. Air Niugini, Port Moresby, 1994 (englisch).
- M/V TELITA & MINISUB (in Paradise) Hardcover. Air Niugini, 1987 (englisch).
- Asian Diver Scuba Guide to Papua New Guinea –. Asian Diver, 1996 (englisch).
- Great Barrier Reef. Souvenir Books, 1999, ISBN 978-0-646-28248-0 (englisch, archive.org).
- Tropical Diving Adventures –. Robert Brown, 1977, ISBN 0-909093-18-0 (englisch).
- The Coral Reefs of Papua New Guinea –. Adventures S.r.l., 1998 (englisch).